# Bulla Regia
Bulla Regia – stolica historycznej diecezji we Cesarstwie rzymskim w prowincji Afryka Prokonsularna, współcześnie kojarzona z ruinami w Hammam-El-Derraj w Tunezji. Obecnie katolickie biskupstwo tytularne. Od 1985 biskupem Bulla Regia jest biskup pomocniczy płocki Roman Marcinkowski.

## Biskupi tytularni
| Lp. | Biskup                                              | Funkcja                                 | Od             | Do                |
| --- | --------------------------------------------------- | --------------------------------------- | -------------- | ----------------- |
| 1   | Jules Girard SMA                                    | wikariusz apostolski Delty Nilu (Egipt) | 8 lipca 1921   | 23 marca 1950     |
| 2   | Herbert Bednorz                                     | biskup koadiutor katowicki              | 4 maja 1950    | 12 listopada 1967 |
| 3   | Pierre Martin Ngô Đình Thục arcybiskup pro hac vice | arcybiskup senior Huê (Wietnam)         | 17 lutego 1968 | 13 grudnia 1984   |
| 4   | Roman Marcinkowski                                  | biskup pomocniczy senior płocki         | 23 lutego 1985 |                   |